# 青葉級重巡洋艦
青葉型重巡洋艦（あおばがたじゅうじゅんようかん）是大日本帝國海軍建造的重巡洋艦。由古鷹級重巡洋艦設計改良，同級艦2艘。

## 建造背景
1922年日本帝國海軍通過建造4艘7500噸級大型巡洋艦，也就是古鷹級重巡洋艦的案子，該艦成功在不滿萬噸的艦體上安置了6門200公厘艦炮，她問世後對海軍列強造成了相當震撼。但帳面上的數據卻遮掩了內部偷斤減兩的嚴重缺失—姑且不論日本軍艦均存在輕重不等的居住性問題，200公厘主炮炮彈重達110公斤，卻沒有機械上彈輔助，一切只能靠人力運作，主炮運作根本不存在穩定標準。後來華盛頓海軍條約界定重巡洋艦為「標準排水量1萬噸內、主砲口徑最大203公厘」的船隻後，這種走向強迫瘦身的船隻設計得以有餘裕檢討改正；後兩艘尚未動工的古鷹級艦便暫緩建造，艦政本部對相關設計改良後建造的重巡洋艦則成為青葉級。
青葉級雖然由古鷹級的設計作為基礎，兩者外觀也諸多類似之處，但上層結構已重新設計；青葉級的增加噸位分配在裝甲（50噸以上）、主炮機械結構（100噸以上）、支援管線（100噸）、增加燃料槽（30噸左右）、零件儲備（50噸），當時原本計算認為總重會增加320噸。但已衣笠號的滿載排水量9930噸來說，實際上合理化的重量增額超過日本海軍預想；不過一般照片觀察早期主要差別就是單裝炮更換為機械輔助裝彈的連裝主炮，但是在古鷹級近代化工程更換成同款的雙連裝砲塔後兩艦級差異就顯得不明顯。然而，因為更換為聯裝主炮出現火炮發射暴風相互干擾造成散布界增加的困擾，後來在艦政本部的團隊調整火炮交互發射時間延遲至0.03秒大幅削減暴風影響。
- 防護結構

青葉級船殼剖面圖，紅色為裝甲帶，藍色為一般船殼結構，

青葉級的艦體裝甲重1,200噸，佔船艦整體重量的12%，比其它日軍一戰輕巡洋艦比例要更高，但在條約型重巡洋艦當中只算是低標。
青葉級裝甲材質為日本軍艦上慣用的NVNC鋼板，該型鋼材在1926年開發成功，與一戰時引進的維克斯表面硬化鋼板（VC鋼）相比取消了滲碳、燒結等硬化製程，而著重考量鋼板的整體韌性。水線裝甲帶長79.88公尺、寬4.12公尺，呈11度內傾角安裝，設計與古鷹級一脈相承，將裝甲版整合入艦體結構成為船隻結構的一部分。在標準排水量的噸級狀態時，裝甲帶會露出水面3.28公尺；但是在總噸位2/3狀態時，裝甲帶只會露出水面2.21公尺。理論上，3吋的NVNC鋼可以承受152公厘（6英吋）艦炮在12,000-15,000公尺的炮擊，不過面對重巡洋艦標準203公厘主炮時基本上防禦趨於沒有，但青葉級在二戰中因戰爭環境需求主要以交戰距離極近的夜間混戰及反空襲為主，防禦力弱勢問題未被凸顯；條約級巡洋艦為了滿足噸位要求多少會有被犧牲的部分，日本巡洋艦在技術規格上集中於速度、火力，而防護力基本上多等同可有可無。
除了水線裝甲，青葉級的煙道敷設了38公厘的鉻合金裝甲，水平甲板則是48公厘厚的NVNC鋼板，提供足以抵禦驅逐艦主炮的基礎防禦。
水下防護結構部分，1920年代的對魚雷防護研究仍不周全，因此青葉級只採用雙層船殼，船殼內填充燃油或壓艙水充當緩衝層，反魚雷隔艙等設計因為重量限制而放棄裝設。
- 動力機組

青葉級重巡洋艦的鍋爐主要是重油加熱的艦政本部式重油水管鍋爐，鍋爐溫度156度，提供蒸氣壓力18.3公斤／平方公分，但仍配備了2具油煤混燒的水管鍋爐降低燃料成本；青葉級是日本最後一款向國外採購蒸汽渦輪發動機的作戰軍艦，兩艘同級艦用的機組各異，但同樣是以齒輪箱改變輸出效率的4部蒸氣渦輪主機；青葉號用的是三菱-帕森式、衣笠號則是柯蒂斯-布朗式。兩種渦輪主機的齒輪箱皆配備著一具高壓與一具低壓渦輪，高壓渦輪每分鐘3,000轉，可輸出馬力12,500匹，低壓渦輪每分鐘2,000轉，可輸出13,000匹馬力，兩台渦輪最後會連接變速箱調整輸出驅動螺旋槳，4部主機運轉最大輸出為102,000匹馬力，因此有34.5海浬的極速。
為了改善操艦品質，渦輪引擎還增設了巡航渦輪機及倒俥渦輪機。倒俥渦輪機由低壓渦輪機提供動力，單一機組可輸出7,000匹馬力（4具28,000匹馬力）；巡航渦輪機由高壓渦輪機組提供動力，單一機組可輸出4,879匹馬力。青葉級的14節航速也是由巡航渦輪所提供，設計初艦政本部希望能在搭載400噸煤、1,400噸重油的情況下有7,000海里的續航力；但是實際表現上不如期望，最終青葉級的續航力下調為6,000海浬（570噸煤、1,010噸重油）。
電力供給部分，青葉級安裝了4台柴油發電機，2台90Kw、2台135kw，總裝機容量450kw，輸出電力為220伏特。發電機主要的電力需求是舵機與主砲，青葉級的主舵改為電力液壓驅動，取代了古鷹級重巡洋艦使用的蒸氣操舵機組。
- 適居性

青葉級甫完工時，艦上編制總成員為622人；包括45位軍官、577位士官兵；近代化工程後編制增加到657人以上。軍官住艙沿襲夕張號設計配置在艦橋主結構下層區域，以利指揮系統在無預警狀況下可以迅速就戰鬥位置。士官兵住艙則至於艦體中段的中下層艙間。
青葉級的士官兵住艙每人平均空間只有1.5-1.6平方公尺，與日本輕巡洋艦相符；而較低的住艙存在與古鷹級相同的適居性問題，只要在高載荷狀態會因吃水過低而讓海浪灌入住艙，逼使士兵們只能緊閉舷窗，甚至得用損管用木頭堵住窗口，這讓船內更加不適人居。水手們挖苦稱之為水族館的住艙結構是該級艦原始設計缺陷，也讓後來在熱帶區域作戰時會出現艦內機件散熱不易等副作用。

## 近代化
2艘青葉級於1937年（昭和12年）10月開始在佐世保海軍工廠入塢近代化改裝。所有工程於1940年（昭和15年）10月完成，改裝後的青葉級增加約576噸的重量，包括主砲、動力系統等均實施大小不等的更換作業。
艦上的一號20厘米砲（口徑200毫米）全部更改成二號20厘米砲（口徑203毫米）。因此可以使用九一式穿甲彈。

### 魚雷
於竣工時在中甲板艦内裝備了12門固定式的一二式舷側水上發射管。使用這種裝備的原因是在當時魚雷，仍未擁有能夠抵受到在上甲板發射時必要的強度。在當時的認知，在艦内放置魚雷是十分危險，因此在近代化改裝期間，取代舊設備的2座旋回式九二式四聯裝發射管一型為設置在上甲板。所使用的魚雷亦更新為16枚九三式魚雷（氧氣魚雷），另外新安裝上次發裝填装置。在改裝前原為搭載24枚八年式二號魚雷。

### 防空武裝
在竣工後在高射砲上加上的防波盾雖然是臨時性質，但在進行近代化工程時因為產能限制沒有新型八九式防砲好用，僅仍維持出廠的單裝十年式防空炮直到戰爭結束為止。

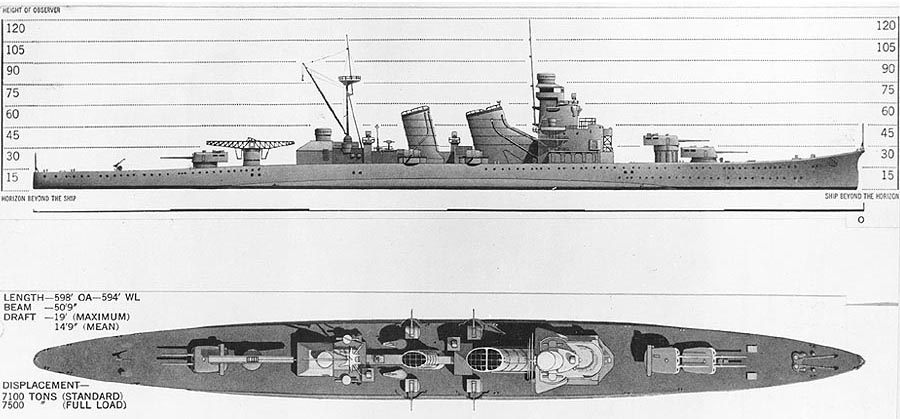

近代化改裝時，2號煙囪周圍安裝4座25毫米聯裝機槍，、艦橋前方則裝備了2座保式13毫米聯裝機槍。「衣笠」在1942年（昭和17年）戰没為止一直是維持這個狀態。而「青葉」就像其他艦艇一樣在大戰後半期增備更多的機槍。雖然正確的装備数到目前仍未十分清楚，但於1944年（昭和19年）12月期間，擁有的機槍數量被推定為25毫米3聯裝9座、同聯裝6座。亦有裝備為數不少其他種類的單裝機槍。

### 引擎
在近代化改裝期間廢止了2座混燒鍋爐並改造成重油専燒鍋爐。
而引擎的形式，「青葉」為使用三菱柏森式渦輪引擎，而「衣笠」則是搭載布朗柯斯・柯蒂斯式渦輪引擎。

### 雷達
青葉號在戰後由盟軍拍攝的照片中顯示艦橋頂裝備了1座21號電探及2座22號電探。但有其他資料顯示青葉號還裝備過13號電探，不過因1944年10月23日在馬尼拉灣內遭空襲，雷達天線損毀，而在戰後的照片沒看到13號電探特有的天線，表示後來日軍未完成修理。

## 同型艦
- 青葉
- 衣笠
- 龍驤(採用青葉級重巡洋艦的船體設計改造)